# San Sebastián, Guatemala
San Sebastián är en kommunhuvudort i Guatemala.   Den ligger i departementet Departamento de Retalhuleu, i den sydvästra delen av landet, 120 km väster om huvudstaden Guatemala City. San Sebastián ligger 326 meter över havet och antalet invånare är 14 823.
Terrängen runt San Sebastián är kuperad norrut, men söderut är den platt. Runt San Sebastián är det ganska tätbefolkat, med 160 invånare per kvadratkilometer. Närmaste större samhälle är Mazatenango, 16,2 km öster om San Sebastián. I omgivningarna runt San Sebastián växer huvudsakligen savannskog.